# Lista över naturreservat i Västra Götalands län
Detta är en lista över naturreservat i Västra Götalands län, sorterade efter kommun.

## Ale kommun
- Anfastebo naturreservat
- Bergsjöns naturreservat (Risvedens agkärr)
- Eklidens naturreservat
- Färdsleskogens naturreservat
- Iglekärrs naturreservat (Iglekärrs gammelskog)
- Kroksjöns naturreservat (Risvedens naturreservat etapp 2)
- Kvarnsjöarnas naturreservat
- Rapenskårs lövskogar
- Risheds naturreservat
- Risvedens vildmark
- Skårs naturreservat
- Slereboåns dalgång
- Trehörningens naturreservat (Risvedens naturreservat etapp 1)
- Verleskogens naturreservat (Verle gammelskog)
- Vättlefjälls naturreservat

## Alingsås kommun
- Brobacka naturreservat
- Färgensjöarnas naturreservat
- Hjortmarka naturreservat
- Idåsens naturvårdsområde
- Kvarnsjöns naturreservat
- Loholmen
- Läkarebo naturreservat
- Lärkemossens naturreservat
- Nolhaga bergs naturreservat
- Nolhagavikens naturreservat
- Risöns naturreservat
- Örsbråtens naturreservat

## Bengtsfors kommun
- Baldersnäs
- Buterud
- Dackehögen
- Danshöjden
- Getebuberget
- Höljerudsforsarna
- Kednäs
- Kroktjärnets naturreservat
- Kölviken
- Rumpesjön
- Skarsdalen
- Skarsdalsbergen
- Skåpenäs
- Skärbo
- Steneby
- Sörknatten
- Tisselskog Högsbyn
- Torstjärnskogen
- Ånäsebäcken
- Åsnebo
- Öjemossen
- Ösan

## Borås kommun
- Backa
- Flenstorp
- Fläskö
- Gåshults naturreservat
- Kröklings hage
- Lindåsabäcken
- Mölarp
- Pålsbo naturreservat
- Rya åsar
- Rölle
- Storsjön (naturreservat)
- Sundholmen
- Tranhult
- Tränningen
- Vänga mosse
- Älmås

## Dals Eds kommun
- Bengtsviken
- Boksjöns naturreservat
- Bokullen
- Borgelemossarna
- Ed
- Furustad
- Grå kulle
- Heråmaden
- Håbolsängs lövskog
- Klovsten
- Orremossarna naturreservat
- Rävmarkens naturreservat
- Stora Les branter
- Sunds branter
- Tingvallamossen
- Äng

## Falköpings kommun
- Alebäckakärret
- Alebäckasjön
- Bestorp
- Blängsmossen
- Bolum Heljesgården
- Borgundabergets naturreservat
- Dimbo
- Djupadalen i Dala
- Djupadalen i Karleby
- Forentorpa ängar
- Fårdala
- Gröna Mad
- Gullängens naturreservat
- Healedet
- Hornborgasjön (naturreservat)
- Jättenekärret
- Kleva klintar
- Kleven
- Kvissle naturreservat
- Mellomsjömyren
- Mularpsbäckens dalgång
- Mårbykärret
- Mössebergs östsluttning
- Nolgården Näs
- Nordsjömyren
- Offerstenen (naturreservat)
- Ruskela källa
- Rösjö mosse
- Sjöängen
- Skogastorp
- Smula ås
- Stipakullen Vartofta-Åsaka
- Strömsholm
- Sunnersiken
- Sydbillingens platå
- Sätuna utmark
- Tovaberget
- Varholmen
- Vistorp-Strängesgården
- Vråhålan
- Våtemossens naturreservat
- Väggårdsskogen
- Väsmestorps naturreservat
- Ålleberg

## Färgelanda kommun
- Kroppefjäll
- Kroppefjälls norra våtmarkers naturreservat
- Ragnerudsjöns branter
- Slättfjällsmossarnas naturreservat
- Stora Höghults naturreservat
- Öjemossen

## Grästorps kommun
- Dättern I Frugårdssund
- Dättern II Dätterstorp
- Halle-Hunnebergs platåer
- Halle- och Hunnebergs platåer
- Halle- och Hunnebergs rasbranter
- Öjemossarnas naturreservat (del i Grästorps kommun)

## Gullspångs kommun
- Folkeberg
- Gullspångsälven
- Harsholmarna (överklagat)
- Högsåsen
- Karsmossen
- Linhult (naturreservat)
- Nötön-Åråsviken
- Vallholmen

## Göteborgs kommun
- Delsjöområdets naturreservat
- Galterö
- Göddered-Hakered
- Göta och Nordre älvs dalgångar
- Hult Åsens naturvårdsområde
- Nordre älvs estuarium
- Rya skog
- Sandsjöbacka
- Sillviks naturreservat
- Stora Amundö och Billdals skärgårds naturreservat
- Tråkärrsslätt
- Vargö
- Vinga
- Vrångöskärgårdens naturreservat
- Välens naturreservat
- Vättlefjälls naturreservat
- Änggårdsbergen
- Öxnäs

## Götene kommun
- Bestorp (Götene)
- Björkkullasands naturreservat
- Blomberg
- Djurgården
- Gamleriket
- Gröne skog
- Halla
- Hellekis
- Hönsäters Sjöskog
- Kinnekulle naturvårdsområde
- Klyftamon
- Källbyös naturreservat
- Mariedalsån (naturreservat)
- Munkängarna
- Råbäck
- Råbäcks ekhagar
- Råbäcks Sjöskog
- Skagen
- Stora Salen
- Såten
- Törnsäter
- Varan
- Varaskogen
- Västerplana storäng
- Österplana hed och vall
- Östra och Västra Fågelön

## Herrljunga kommun
- Molla bokskog
- Mollungens naturreservat
- Ollestads naturreservat

## Hjo kommun
- Grevbäcks ekhagar
- Hjoåns dalgång
- Lerstugesjöns naturreservat
- Norra Fågelås

## Härryda kommun
- Bråtaskogen
- Delsjöområdets naturreservat
- Gallhålans naturreservat
- Hårssjön-Rambo mosse naturreservat
- Härskogens naturreservat
- Klippans naturreservat
- Risbohults naturreservat
- Rådasjöns naturreservat
- Yxsjöns naturreservat

## Karlsborgs kommun
- Bölets ängar
- Bölskullens naturvårdsområde
- Granvik
- Hovet
- Hulta Hagar
- Håketjärnarna
- Lindberga naturvårdsområde
- Myrhulta mosse
- Röå alsumpskog
- Stora Fjället
- Stora Röå
- Uvviken-Kyrkogårdsön
- Valekleven-Ombo öar

## Kungälvs kommun
- Brattöns naturreservat
- Dösebackaplatåns naturreservat
- Fontins naturreservat
- Guddehjälms naturreservat
- Gullbringa naturreservat
- Göta och Nordre älvs dalgångar
- Hållsungamyrens naturreservat
- Hålta naturreservat
- Klåverön
- Kärna bokskog
- Lysegårdens naturreservat
- Mariebergs naturreservat
- Marstrand
- Nordre älvs estuarium
- Nordöns naturvårdsområde
- Ormo
- Svartedalens vildmarksområde
- Svartedalens naturreservat (Svartedalens natur- och friluftsområde)
- Tjurholmens naturreservat
- Tofta naturreservat
- Älgöns naturreservat
- Ödsmåls kiles naturreservat

## Lerums kommun
- Hulans naturreservat
- Härskogens naturreservat
- Jonsereds strömmar
- Lerådalens naturreservat
- Nääs ekhagar
- Rammdalens naturreservat
- Säveåns dalgångs naturreservat
- Säveån-Hedefors
- Trehörningens naturreservat

## Lidköpings kommun
- Dättern I Frugårdssund
- Hindens rev
- Hindens udde-Svalnäs naturvårdsområde
- Kalvsund, Storeberg
- Kedums-Torpa
- Kållands skärgårdar
- Lunnelid
- Parkuddens naturvårdområde
- Skansen Läckö
- Torsängens naturreservat
- Trilleholme-Flatö domänreservat
- Östra Sannorna

## Lilla Edets kommun
- Backas barrskogs naturreservat
- Brattorpsåns naturreservat
- Bredfjället östra
- Brännefjälls naturreservat
- Långemossens naturreservat
- Långsbergens naturreservat
- Sollumsåns dalgångs naturreservat
- Svartedalens naturreservat
- Valdalsbergens naturreservat
- Valdalssjöns naturreservat

## Lysekils kommun
- Broälvens naturvårdsområde
- Gröderhamnsängens naturvårdsområde
- Gullmarns naturreservat
- Gullmarsskogens naturreservat
- Gåsö naturvårdsområde
- Gåseviks naturreservat
- Kalven på Kornö
- Näverkärrs naturreservat
- Ryxö naturreservat
- Stora Bornö
- Stångehuvuds naturreservat
- Trälebergskiles naturreservat
- Vägeröds naturreservat

## Mariestads kommun
- Brommö skärgård
- Furnäsudde domänreservat
- Gamla Ekudden
- Hulans naturreservat
- Hästhagen
- Kalvö skärgård
- Karsmossen (med Karsmossen utvidgning)
- Klosterängen
- Logårdens naturreservat
- Lugnås kvarnstensgruvor
- Logården
- Onsö
- Sandviken
- Surö bokskog
- Vristulvens naturreservat
- Östens naturvårdsområde

## Marks kommun
- Assbergs raviner
- Björkesbacka
- Gode mosse
- Gäddevik
- Hyltenäs kulle
- Lekvad
- Letebo
- Liagärde
- Ramhultafallet
- Risö
- Smälteryd
- Stampatorgs ljungheds naturreservat
- Stoms ås
- Årenäs-Tostekulla lövskogar

## Melleruds kommun
- Buterud
- Eds barrskog och våtmarker
- Forsbo
- Kroppefjäll
- Mörttjärn
- Norra Båsane
- Ramslökedalen
- Ranneberget
- Ryr
- Slättfjällsmossarnas naturreservat
- Stora Liane
- Sunnanå
- Svankila
- Svarvaretorpet
- Årbolsfjället

## Munkedals kommun
- Bredmossen (Bredmossen Hensbacka)
- Bredmossen (Bredmossen Kynnefjäll)
- Gullmarns naturreservat
- Gunnarsbo naturreservat
- Harkerudssjöns gammelskog
- Kviströms naturreservat
- Kynnefjäll A
- Kynnefjäll B
- Kynnefjäll-Sätret
- Malevattnets naturreservat
- Strömmarnas naturreservat
- Södra Harska naturreservat
- Vågsäters naturreservat
- Vågsäter bokskog
- Örekilsälvens naturreservat

## Mölndals kommun
- Delsjöområdets naturreservat
- Hårssjön-Rambo mosse naturreservat
- Pepparred (naturreservat)
- Rådasjöns naturreservat
- Safjällets naturreservat
- Sandsjöbacka
- Tråkärrsslätt
- Änggårdsbergen

## Orusts kommun
- Gullmarns naturreservat
- Härmanö
- Koljöns naturreservat
- Kollungeröd vatten
- Morlanda naturreservat
- Morlanda Berga klev
- Näs naturreservat
- Råssö naturreservat
- Stigfjorden
- Svanviks naturreservat
- Valöns naturreservat

## Partille kommun
- Björnareåsens naturreservat
- Bokedalens naturreservat
- Jonsereds strömmar
- Knipeflågsbergens naturreservat

## Skara kommun
- Björnöns domänreservat
- Blängsmossen
- Bockaskedeåsen-Toran
- Brunsbo äng
- Eahagen-Öglunda ängar
- Hornborgasjön (naturreservat)
- Höjentorp-Drottningkullen
- Jättadalen-Öglunda grotta
- Nolberget-Missunnebäcken
- Offerstenen (naturreservat)
- Skålltorp
- Sydbillingens platå
- Syltängarnas domänreservat
- Torp
- Vingängen
- Ökull-Borregården

## Skövde kommun
- Attebo
- Billingekleven
- Blängsmossen
- Borgehall
- Borgundabergets naturreservat
- Bäckagården
- Bäckedalens naturreservat
- Degermossen och Store mosse naturreservat
- Djupedalsgrottan
- Garparör
- Getaryggen
- Grevagårdens naturreservat
- Gullakrokssjöarna
- Gåran
- Hene-Skultorp
- Högsböla ängar
- Ingasäter-Rödegårdens naturvårdsområde
- Kallsågsmossen
- Klasborgs och Våmbs ängar
- Klyftamon
- Lerdala hassellunds domänreservat
- Loringaskogen
- Lycke-Lilla Höjen
- Melldala
- Nohlmarken
- Nolberget-Missunnebäcken
- Offerstenen (naturreservat)
- Rånna Ryd
- Sandgärdets naturreservat
- Silverfallet-Karlsfors
- Skultorpsprofilen
- Skåningstorpskärret
- Sparresäter
- Stora Bjursjön
- Sydbillingens platå
- Ulveksbackarna
- Vristulven
- Våtemossens naturreservat
- Östens naturvårdsområde

## Sotenäs kommun
- Alvöns naturreservat
- Anneröd-Hogsäm
- Bua heds naturreservat
- Hållöarkipelagens naturreservat
- Klevekilens naturvårdsområde
- Ramsvikslandet och Tryggö
- Sandöns naturvårdsområde
- Åby naturvårdsområde

## Stenungsunds kommun
- Börs flåg
- Grössby södra 4:1
- Ramsön med Keholmen
- Ranebo lund
- Ranebo naturskog
- Rördalens naturreservat
- Stenungsundskustens naturvårdsområde
- Svartedalens naturreservat
- Södra Stenungsöns naturreservat

## Strömstads kommun
- Blötebågens naturreservat
- Capri naturreservat
- Halle-Vagnaren
- Kobbungens naturreservat
- Kosterhavets nationalpark
- Kosteröarna
- Norra Långöns naturreservat
- Nöddökilens naturreservat
- Nötholmens naturreservat
- Orrevikskilens naturreservat
- Saltö naturreservat
- Strömsvattnet
- Västra Råssö
- Älgölerans naturvårdsområde
- Öddö 1:63 Drängsviken
- Öddö 2:9

## Svenljunga kommun
- Bjällermossen
- Buttorps forsars naturreservat
- Fegen
- Gälared
- Holmaberg
- Holmen i Simmesjön
- Klev

## Tanums kommun
- Bredmossen Fiskelössjön
- Falkeröds lindskog
- Greby-Kleva naturreservat
- Hjärteröarkipelagens naturreservat
- Hällsö naturreservat
- Jorefjordens naturreservat
- Klockbergets naturreservat
- Klättas betesmarker
- Kosterhavets nationalpark
- Kragenäs naturreservat
- Kynnefjäll-Sätret
- Kärra naturreservat
- Malevattnets naturreservat
- Mårtensröds naturreservat
- Norra Ejgde randlövskog
- Otterön
- Raftöns naturreservat
- Sannäsfjordens alskogar och betesmarker
- Svenneby Mellangårds naturreservat
- Tanumskilens naturreservat
- Tanumskustens naturvårdsområde
- Tingvalls naturreservat
- Tjurpanneområdet
- Torödsmossens naturreservat
- Trossö-Kalvö-Lindö
- Trättestads naturreservat
- Ulön-Dannemark
- Underslös naturreservat
- Valöns naturreservat
- Veddöarkipelagens naturreservat
- Väderöarna

## Tibro kommun
- Degermossen och Store mosse naturreservat
- Lerstugesjöns naturreservat
- Ruderskogen

## Tidaholms kommun
- Aplagårdsskogen
- Baremosse (del i Västra Götalands län)
- Brokvarn
- Ekedalen
- Ettaks strömmar
- Gorsan
- Grimmestorp
- Gunniltorp
- Hadängs lövskog
- Hyltan
- Hökensås naturreservat i Tidaholms kommun
- Lammevadskärret
- Lena borgs naturreservat
- Sjöamads naturreservat
- Svartekullas naturreservat
- Valstad (naturreservat)
- Vita mossen

## Tjörns kommun
- Björshuvudets naturreservat
- Breviks kiles naturreservat
- Häröns naturreservat
- Kälkeröns naturreservat
- Pater Noster-skärgårdens naturreservat
- Stigfjorden
- Säby kile naturvårdsområde
- Toftenäs naturvårdsområde
- Tuveslätts naturreservat

## Tranemo kommun
- Ekedal
- Komosse södra
- Moghult
- Skårtebo
- Torpanäset

## Trollhättans kommun
- Halle- och Hunnebergs rasbranter
- Hullsjön
- Häggsjöryrs naturreservat
- Lilla Boda
- Långemossens naturreservat
- Ryrbäckens naturreservat
- Slättbergens naturvårdsområde
- Åkerströms naturreservat
- Ålstadnäsets naturreservat
- Älvrummets naturreservat

## Töreboda kommun
- Degermossen och Store mosse naturreservat
- Myrhulta mosse
- Näsaviken
- Uggleberget
- Östens naturvårdsområde

## Uddevalla kommun
- Bassholmen
- Bratteforsån
- Bredfjällets naturreservat
- Bredmossen
- Bäveån nedre
- Ekholmens naturreservat
- Emaus naturreservat
- Gullmarns naturreservat
- Gullmarsbergs naturreservat
- Gustavsbergsområdets naturvårdsområde
- Havstensfjorden
- Herrestadsfjällets naturreservat
- Herrestadsfjället II
- Högalidsbergets naturreservat
- Kalvöns naturreservat
- Korpbergets naturreservat
- Korsvikens naturreservat
- Kuröds skalbankar
- Kärlingesunds naturreservat
- Lilla Hasselöns naturreservat
- Ramseröds naturreservat
- Stora Höghults naturreservat
- Store Mosse naturreservat
- Svartedalens naturreservat
- Tjöstelsrödsområdets naturvårdsområde
- Ture dalar

## Ulricehamns kommun
- Baktrågen
- Frälsegården
- Hössna prästgård
- Knätte
- Komosse
- Komosse södra
- Korpebobergs lövskogar
- Kråkebo
- Kycklingkullen
- Kärnås sumpskog
- Äramossen
- Ärås
- Önnarp

## Vara kommun
- Levene äng
- Löjtnantsholm
- Ranahult
- Rösjö mosse
- Skallstadens domänreservat

## Vårgårda kommun
- Ljungås naturreservat
- Lärkemossens naturreservat
- Mängsholms ekhagars naturvårdsområde
- Tränningens naturreservat
- Tånga heds naturreservat
- Yxnås naturreservat

## Vänersborgs kommun
- Buxåsens naturreservat
- Dalbobergens naturreservat
- Dättern I Frugårdssund
- Dättern II Dätterstorp
- Grinnsjö domänreservat
- Halle- och Hunnebergs rasbranter
- Hullsjön
- Knäckekullarna med Falkberget
- Kroppefjäll
- Nygårdsängens naturreservat
- Oxeklevs naturreservat
- Sjöbottens naturreservat
- Snappans naturreservat
- Trone mosse naturreservat
- Tunhems ekhagar
- Vänersnäs skärgårds naturreservat
- Öjemossarna

## Åmåls kommun
- Baljåsen
- Baståsen
- Brudkullen
- Brurmossen
- Bräcke ängar och lövskogar
- Grimsheden
- Hafsåsen
- Kednäs
- Orsberget
- Stora och Lilla Bräcke
- Sörknatten
- Tösse skärgård
- Yttre Bodane
- Öjersbyns gammelskog

## Öckerö kommun
- Nordre älvs estuarium
- Ersdalens naturreservat
- Grötö Knötens naturreservat
- Rörö naturreservat